# Indicator willcocksi
Indicator willcocksi là một loài chim trong họ Indicatoridae.